# Jessie Maduka
Jessie Maduka (23 de abril de 1996) es una deportista de Alemania que compite en atletismo. Ganó una medalla de plata en el Campeonato Mundial Junior de Atletismo de 2012, en la prueba de 4 × 100 m.